# Syberia II
Syberia II è un videogioco di tipo avventura grafica a tema steampunk sviluppato e pubblicato da Microïds e realizzato da Benoît Sokal nel 2004.
Si tratta del seguito di Syberia, del 2002, che riscosse un enorme successo tra gli amanti del genere e vinse numerosi premi. Sia il gioco originale che il sequel sono distribuiti in Italia e Spagna anche dalla FX Interactive sotto il nome di Syberia: Edizione Oro; in seguito, i due giochi, insieme ad Amerzone, sono inclusi nella Benoît Sokal Collection.

## Trama
Syberia si concludeva con la scelta a sorpresa di Kate Walker di non tornare a New York e di seguire Hans Voralberg nella sua avventura per trovare la fantomatica isola di Syberia, e questo gioco riprende esattamente dove il precedente capitolo si era concluso. Dopo essere salita sul treno, Kate, Hans e il simpatico automa Oscar si dirigono verso la fantomatica isola di cui solo Hans sembra credere all'esistenza. Nel corso del tragitto affronteranno notevoli ostacoli e diversi personaggi enigmatici, mentre, a New York, lo studio legale Marson&Lormont ha assunto un investigatore privato per ritrovare Kate e riportarla a casa.
Arrivati in un piccolissimo villaggio sperduto chiamato Romansbourg, una volta ricaricate le molle della locomotiva, Kate fa la conoscenza del Colonnello Emeliov, gestore di un negozio della stazione, una bambina di nome Malka (che perse la madre quando arrivò nel paese) e del di lei tutore Cirkos, un vecchio amico di Hans. In cerca di carburante per poter caricare di carbone la locomotiva, Kate prova a trattare con i fratelli Ivan e Igor Bourgoff, due furfanti della zona, per ottenere un po' di benzina; scacciata, la ragazza riesce a creare un diversivo liberando uno Youki (un cane dalle sembianze di un orso e di una foca, allevato dagli esquimesi Youkol) e a rubare una tanica dai fratelli. Dopo aver ricaricato di carburante il treno, Hans si ferma per salutare il suo vecchio amico Cirkos, ma sviene improvvisamente nel suo locale, drogato dai fratelli Bourgoff che cercano vendetta. Kate sembra ora costretta a rimandare la partenza per cercare un aiuto medico e Malka suggerisce di provare a cercarlo al monastero ortodosso che si trova a nord di Romansbourg, dove portò la madre per una cura senza successo. Dopo essere riuscita ad entrare (l'accesso alle donne non è consentito), il Patriarca acconsente di curarlo, ma una volta arrivato al monastero tenta di eliminarlo una volta capito che è alla ricerca di un segreto tabù (ma dicendo alla ragazza che non c'è più nulla da fare per lui). Rifiutando di perdersi d'animo, Kate decide di curare da sola l'amico seguendo un antico metodo utilizzato dagli Youkol e, riuscita nell'intento, riesce a scappare con Hans utilizzando una vecchia bara come slitta per scendere dalla montagna dove sorge il monastero. Ritornati al treno, prima di riprendere il viaggio, Hans le chiede di far ripartire i cavalli meccanici che si trovano nel bar di Cirkos, essendo riuscito a riparare il loro cuore meccanico. Appena Kate finisce di riparare i cavalli sente il treno che sta partendo senza di lei, rubato dai due furfanti. Grazie all'aiuto dello Youki che Kate ha liberato dai fratelli Bourgoff riesce comunque a partire all'inseguimento del treno con un mezzo di fortuna.
La corsa del treno però si ferma quando un ponte crolla sotto le ruote del vagone passeggeri, e Kate è costretta a trovare un passaggio sul fiume per poter proseguire. Inoltratasi nel bosco viene quasi uccisa dai fratelli Bourgoff, ma lo schianto di un'ala volante pilotata da Boris Charov (incontrato nel primo Syberia) la salverà ed in seguito la aiuterà azionando il sedile eiettabile della sua ala volante per farla arrivare giusto fino al treno. Arrivata al treno scopre che Oscar è stato sepolto vivo dai due fratelli Bourgoff e lo salva, mentre, dopo aver abbandonato il vagone passeggeri bloccato, la locomotiva termina il suo viaggio in un'immensa distesa ghiacciata. Non molto distante ritrova Igor, abbandonato dal fratello e spaventato perché sente delle "urla" degli spiriti maligni, trattasi in realtà del vento che sbatte contro un totem e provoca questi rumori. Kate blocca il percorso dell'aria nel totem per cercare di parlargli e, dopo che riesce ad ottenere alcune informazioni, questi va via. Scoperto che Ivan si trova su una collina, lo raggiunge lì, ma il furfante la blocca e la minaccia con una grossa zanna di mammut. Kate chiama Oscar, che riesce a distrarre Ivan e, approfittando della distrazione, slega una specie di slittino con sopra zanne e ossa di mammut, abbastanza pesante per rompere il ghiaccio e far precipitare l'uomo, ma a precipitare è invece Kate, che sbatte la testa.
Al risveglio, si ritrova nel fantastico villaggio Youkol e trova Hans privo di sensi nella capanna di una sciamana. Costei dice che l'amico è nel "tunnel dei sogni", ossia nel sogno che precede la "Contrada degli Antenati" (la morte), e per farlo risvegliare, Kate decide di raggiungerlo, addormentandosi anche lei grazie a dei frutti magici. Addormentatasi, si ritrova in una onirica Valadiléne del passato, nel sogno di Hans, dove incontra Anna Voralberg e il padre, che tiene il ragazzo chiuso nel granaio in punizione. Kate riesce ad incontrare Hans, il quale le dice che Oscar avrebbe potuto salvarlo solamente aprendo il suo "cuore meccanico". Svegliatasi, Kate raggiunge la locomotiva (che può essere già nel villaggio o rimasta ancora fuori, a seconda delle scelte del giocatore) e racconta tutto a Oscar. Questi capisce che "è venuto il momento di rendersi utile" e raggiunge la casa della sciamana. Kate "apre il suo cuore" togliendogli la chiave al suo interno, e Oscar si smonta lentamente in tanti pezzi, che formano un esoscheletro di metallo che avvolge Hans proteggendolo e risvegliandolo dal coma. Amareggiata per la perdita di Oscar, Kate abbandona il treno, ormai fermo e inutile, e continua il viaggio su di un'Arca per raggiungere Syberia.
Dopo diverse ore, l'Arca si incaglia su una piccola banchisa di iceberg e proprio lì appare Ivan Bourgoff che prende possesso dell'Arca e lascia sulla banchisa Kate, ma lei riesce comunque a risalire e a scaraventare fuori bordo il Bourgoff che in seguito scatenerà l'ira di alcuni pinguini (che curiosamente vivono nell'Artide) che lo uccidono. Kate e Hans continuano quindi il viaggio, raggiungendo la tanto sognata isola di Syberia. Qui Kate, dopo aver trovato il cadavere di un esploratore e aver esplorato i campi dell'isola, raggiunge il "Grande flauto", lo suona, e richiama dei mammut; Hans monta in groppa ad uno di essi, scomparendo all'orizzonte. Il gioco si conclude inquadrando Kate che piange, commossa alla vista dell'amico che ha finalmente coronato il suo sogno.

## Personaggi principali
- Kate Walker: La ragazza che decide di non tornare dai familiari e continuare il viaggio con il vecchio Hans Voralberg.
- Hans Voralberg: Il vecchio Voralberg che realizzerà il suo sogno trovando i mammut di Syberia. L'unico erede della fabbrica di automi a Valadilène.
- Oscar †: L'automa macchinista del treno, il suo viaggio si concluderà nel villaggio Youkol perché la vera funzione per la quale è stato creato è di essere smontato per salvare Hans.
- Ivan † e Igor Bourgoff (Иван, Игорь Бургов, ISS: Ivan, Igor' Burgov): Due furfanti che seguiranno e procureranno solo guai a Kate per vendicarsi. Ivan è la mente del duo e maltratta con piacere il fratello minore Igor, che al contrario è più mite.
- Youki (юки, ISS: juki): Somiglia ad un orso con la testa di una foca, e accompagnerà Kate nella sua avventura.
- Cirkos (Цукерман, ISS: Cukerman): Proprietario del Cabaret Cirkos, è tutore di una bimba di nome Malka.
- Malka (Малька, ISS: Mal'ka): Una bimba orfana di 10 anni che vive a Romansbourg. Di lei si prende cura Cirkos.
- Colonnello Emeliov (Емельян Гупачев, ISS: Emel'jan Gupačev): Gestore dello spaccio nella parte alta di Romansbourg.
- Monaco Patriarca: Capo del Monastero di Romansbourg, cerca di uccidere Hans.
- Alexeï Toukianov (nella grafica del gioco in greco Αλεξει Τουκιανοϖ, più correttamente Αλεξέι Τουκιανόφ; in cirillico Алексей Туканов o meglio Тукьянов, ISS: Aleksej Tukanov o Tuk'janov): Monaco autore del libro sugli Youkol.
- Boris Charov (Борис Шаров, ISS: Boris Šarov): Viene visto partire in Syberia con la sua ala volante, ritorna in Syberia II con un atterraggio di fortuna.
- Il capo Youkol: Comanda il villaggio Youkol.
- La sciamana Youkol: Medico Youkol, che aiuterà Kate.
- Helena Romansky (Елена Романская, ISS: Elena Romanskaja) †: Non riappare in questo capitolo, ma purtroppo verremo a sapere che è morta.

## Luoghi
- Romansbourg (Романовск, ISS: Romanovsk): è un piccolissimo paese situato in mezzo alle distese innevate. Hans ha vissuto alcuni momenti della sua vita qui, facendosi amico il vecchio Cirkos. A Romansburg è presente il covo dei fratelli Bourgoff, un boschetto e, poco lontano dal paesino, su una collina, è presente un monastero, il cui Patriarca cerca di uccidere Hans.
- Passaggio dal Grande Nord: una zona deserta e innevata, dove si trovano il ponte crollato, un rifugio e una montagna.
- Villaggio Youkol' (Юкол, ISS: Jukol): è un villaggio sotterraneo popolato da esquimesi che fanno uso della magia e della medicina primitiva.
- Isola dei pinguini o Banchisa: è l'isoletta abitata dai pinguini dove si incaglia l'arca. Qui muore Ivan Bourgoff.
- Isola di Syberia: è un'isola sperduta nelle acque artiche nelle cui valli ancora vivono i mammut, richiamabili con un gigantesco flauto Youkol. Hans è rimasto talmente affascinato da questo leggendario mistero da lasciare la sua casa ed attraversare mezzo mondo pur di raggiungerlo. Alla fine del gioco Kate riattiverà il flauto dell'isola, richiamando i mammut.

## Doppiaggio
Il doppiaggio italiano del videogioco è curato, come il primo capitolo, da Jinglebell Communication e le voci dei personaggi principali non variano.
Molti dei doppiatori che hanno collaborato in Syberia - L'avventura di Kate Walker e Syberia II hanno avuto dei ruoli anche nella successiva avventura grafica di Sokal, Paradise.
| Personaggio                    | Voce italiana     | Voce francese    |
| ------------------------------ | ----------------- | ---------------- |
| Kate Walker                    | Stefania Patruno  | Françoise Cadol  |
| Hans Voralberg                 | Giorgio Melazzi   |                  |
| Anna Voralberg                 | Emanuela Pacotto  | Claire Guyot     |
| Sciamana                       | Emanuela Pacotto  |                  |
| Oscar                          | Luca Sandri       | Hubert Drac      |
| 2° assistente di Marson        | Luca Sandri       |                  |
| Ivan Bourgoff                  | Riccardo Rovatti  |                  |
| Igor Bourgoff                  | Marco Balzarotti  |                  |
| Nick Cantin                    | Marco Balzarotti  | Stefan Godin     |
| Speaker                        | Marco Balzarotti  |                  |
| Cirkos                         | Raffaele Fallica  | Jean-Louis Faure |
| Madre di Kate                  | Donatella Fanfani | Marie Vincent    |
| Malka                          | Donatella Fanfani |                  |
| Colonnello Emeliov             | Silvano Piccardi  | Michel Barbey    |
| Hans Voralberg (da giovane)    | Cinzia Massironi  | Jackie Berger    |
| Jessy, la segretaria di Marson | Cinzia Massironi  |                  |
| Patriarca                      | Antonio Paiola    |                  |
| Rodolphe Voralberg             | Antonio Paiola    |                  |
| Marson                         | Gianni Gaude      | Hubert Drac      |
| Grande Capo                    | Gianni Gaude      |                  |
| Monaco lavandaio               | Claudio Moneta    |                  |
| John                           | Claudio Moneta    |                  |

### Edizioni straniere[2]

#### Versione francese
Kate Walker è ancora doppiata da François Cadolle; le altre voci sono rimaste pressoché invariate: Luc Gentil, Marie Vincent, Claire Guyot, Marc Moro, Christian Fisher-Naudin, Christophe Lemoin, Marc Perez, Hubert Drac, Michel Barbey, Jackie Berger, Stefan Godin e Jean-Louis Faure.

#### Versione inglese
Kate Walker è ancora doppiata da Shannon Mann; le altre voci appartengono a: Christian Erickson, Christine Flowers, Jodie Forrest, David Gasman, Jerry Di Giacomo, Peter Hudson, Nicholas Mead, Barbara Scaff, Joe Sheridan, Jimmy Shuman, Allan Wenger e Dana Westberg.

#### Versione tedesca
Coloro che hanno preso parte al doppiaggio del gioco sono stati: Joachen Hagele, Paula Klein, Andrea Koch, Werner Kolk, Richard Sammel, Andrea Schieffer, Florian Schneider, Jorg Schnass, Peter Semmler, Doris Steribl, Peter Wollash, Yoakim Seitz e Christian Stonner.

#### Versione spagnola
Coloro che hanno preso parte al doppiaggio del gioco sono stati: Jesùs Barreda, Felicidad Barrio, Antonio Cobos, Rais David, Inma Gallego, Arturo Lòpez, Aparicio Rivero, Tomàs Rubio, Ana Siller, Enrique Suàrez, Salvador Serrano, Maite Torres.

## Caratteristiche tecniche

### Grafica
La grafica riprende sostanzialmente quella di Syberia: i fondali in due dimensioni sono della medesima qualità, esattamente come le animazioni sulle azioni che i personaggi compiono. Migliora il design (già buono) dei personaggi sia principali che secondari.

### Interfaccia
Il gioco è in terza persona con tradizionale interfaccia punta e clicca: noi controlliamo e vediamo Kate Walker nei suoi movimenti, l'immagine è ad inquadratura fissa e Kate si muove in essa, il cursore ha la forma di una specie di anello che si illumina nelle direzioni in cui è possibile passare ad un'altra schermata, e cambia di forma quando si può interagire con l'ambiente assumendone tre diverse (per osservare, per usare un oggetto e per raccogliere un oggetto).
L'interfaccia del gioco ripete quasi integralmente quella del precedente, differenziandosi solo per un particolare: le frecce che indicano le direzioni da prendere quando il cursore a forma di anello si illumina.
L'inventario si richiama col tasto destro ed è costruito in modo da separare gli oggetti raccolti dai documenti e le lettere trovate; dall'inventario si può accedere anche al menu che consente di salvare, caricare, modificare le opzioni e tutte la attività di routine.
I dialoghi vengono condotti dal giocatore, tramite una finestra a forma di bloc-notes che ricorda gli argomenti di cui è possibile parlare; il giocatore seleziona con un click del mouse l'argomento preferito, e tutti i dialoghi sono tralasciabili con il tasto destro del mouse, così come la animazioni.

## Edizioni
Nel 2006 viene commercializzata una edizione oro da collezione contenente Syberia e Syberia II in un unico DVD, uscita in edicola il 25 novembre dello stesso anno col quotidiano La Gazzetta dello Sport e Sportweek.

## Accoglienza
Il sito italiano Multiplayer.it ha assegnato al gioco un punteggio di 9/10, ammirandone gli effetti grafici, la trama ed il gameplay nel suo complesso. Fa notare le migliorie adottate nel motore grafico del primo capitolo e le caratteristiche più variegate dei vari enigmi. Valuta però negativamente la linearità della trama e l'assenza di una possibile equiparazione con il primo titolo. Conclude con questo commento: « [...] Resta infatti un titolo di classe, ben al di sopra della media del genere... anche se ironicamente offuscato proprio dal fantasma di se stesso, ovvero dalla sua prima indimenticabile incarnazione!»
La sezione web Gamesurf dell'azienda italiana Tiscali ha assegnato al titolo il voto di 7/10, considerandolo un lodevole lavoro con apprezzabili effetti grafici, ma valutandolo non all'altezza del predecessore sia per trama (molto lineare e scontata a differenza del primo) e non eccellente se valutato come titolo indipendente.

## Sequel
Il 20 aprile 2017 è stato pubblicato Syberia 3 in Europa e cinque giorni dopo in Nord America, che riprende dove Syberia II si era interrotto.